# Wilhelm Heise (Pädagoge)
Wilhelm Heise (* 25. März 1897 in Fürstenwalde/Spree; † 11. März 1949 in Berlin) war ein deutscher Literaturwissenschaftler und Pädagoge.

## Leben
Heise studierte nach dem Abitur 1915 Germanistik und Philosophie an der Friedrich-Wilhelms-Universität zu Berlin. Dort wurde er 1919 mit einer Arbeit zu Otto Ludwigs ‘Marino Falieri-Fragmente‘ zum Dr. phil. promoviert und absolvierte das Staatsexamen für das Lehramt an höheren Schulen. Von 1919 bis 1934 war er zunächst Studienassessor und dann Studienrat an der Körner-Oberrealschule Berlin.
1934 wurde er aus dem Schuldienst entlassen, erhielt Schreib- und Vortragsverbot und arbeitete als Privatlehrer. Nach dem Krieg wurde er Stadtschulrat und Leiter der Abteilung für Volksbildung in Berlin-Steglitz, danach Leiter Schulabteilung der Deutschen Verwaltung für Volksbildung. Zusammen mit Reformpädagogen wie Heinrich Deiters und Erwin Marquardt oder Paul Oestreich organisierte er die Schulreform in der SBZ. 1946 wurde er Mitglied der SED. Ab 1946 war er außerordentlicher Professor an der Humboldt-Universität zu Berlin und Dekan der Pädagogischen Fakultät, ab 1947 ordentlicher Professor für Allgemeine Didaktik.
Von 1947 bis 1949 gab Heise mehrere Bände der Reihe Werke der Weltliteratur – Für die deutsche Schule heraus. Zusammen  mit Heinrich Deiters und Erwin Marquardt war er Herausgeber der Pädagogischen Bibliothek des Verlags Volk und Wissen. 1948 war er Chefredakteur und Herausgeber der Zeitschrift für den Deutschunterricht.
Heise wirkte auch als Theaterschriftsteller, so veröffentlichte er 1918 das Drama Jesus von Nazareth und ab 1923 die Reihe Das Drama der Gegenwart. Analysen zeitgenössischer Bühnenwerke.
Sein Sohn ist der Philosoph und Kunsttheoretiker Wolfgang Heise.

## Dokumentarfilm
- Heimat ist ein Raum aus Zeit. Dokumentarfilm von Thomas Heise über drei Generationen seiner Familie, D/AT 2019, 219 Minuten[4][5]